# سوالالا
سوالالا (بالإنجليزية: swalla)‏ هي أغنية للمغني الأمريكي جيسون ديرولو والراب الأمريكي نيكي ميناج وتاي دولا ساين. تم إصداره في 24 من شباط 2017 من قِبل تسجيلات وارنر بروس كأول أغنية من ألبوم استوديو ديرولو الخامس القادم، 777. وقد كتب الأغنية ديرولو، ميناج، ريكي ريد، تاي دولا ساين، غونت موني لويس [الإنجليزية]، روبرت ديجز، جاكوب كاشير هيندلين وروببن ويززي وروشيل جونيس. [بحاجة لمصدر أفضل]

## وصلات خارجية
- Lyric video على يوتيوب
- كلمات الأغنية الكاملة على مترولايركس